# Eric Kleybel Ramírez Matheus
Eric Kleybel Ramírez Matheus (* 20. listopadu 1998, Barinas) je venezuelský fotbalový útočník a reprezentant, od července 2021 hráč ukrajinského klubu FK Dynamo Kyjev. Mimo Venezuelu působil na klubové úrovni v Česku, Španělsku, na Ukrajině a Slovensku. Nastupuje ve středu útoku.

## Klubová kariéra
Svoji fotbalovou kariéru začal v mužstvu Zamora F.C., jehož je odchovanec. V sezoně 2016 hrané systémem jaro-podzim se propracoval do "áčka", za které ve zmíněném ročníku odehrál dvě střetnutí a podílel se na zisku titulu ve venezuelské nejvyšší soutěži. V lednu 2017 odešel na hostování do druholigového klubu Estudiantes Caracas, za který si zahrál jihoamerickou obdobu Evropské ligy a to Copu Sudamericana, v něm však se Estudiantesem vypadl hned v prvním kole s paraguayským celkem Club Sol de América (prohry 2:3 doma a 1:7 venku). Ramírez v prvním z těchto dvou zápasů dal branku.

### MFK Karviná
V létě 2017 přestoupil do Evropy do českého týmu MFK Karviná, kde podepsal čtyřletý kontrakt. Do Karviné společně s ním zamířil z Estudiantesu Caracas na hostování krajan Ricardo Piña.

#### Sezóna 2017/18
Ligový debut v dresu MFK Karviné si odbyl ve druhém kole nejvyšší soutěže hraném 5. srpna 2017 proti mužstvu Bohemians Praha 1905 (prohra 1:2), na hrací plochu přišel v 85. minutě. Svůj první a zároveň jediný gól v lize v této sezoně zaznamenal v osmém kole v souboji se Zbrojovkou Brno, když při výhře 2:1 na domácím hřišti srovnával ve 21. minutě na 1:1. V ročníku 2017/18 nastoupil celkem k 17 střetnutím v lize.

#### Sezóna 2018/19
5. 8. 2018 skóroval proti klubu FK Mladá Boleslav v 87. minutě, Karviná nakonec po přestřelce podlehla soupeři v poměru 3:4. Svoji druhou ligovou branku v sezoně si připsal v souboji s týmem FK Teplice, když snižoval při porážce na konečných 1:2. Na podzim 2018 odehrál 13 ligových zápasů.

### FK Senica (hostování)
V únoru 2019 odešel kvůli většímu hernímu vytížení z Karviné na půl roku hostovat na Slovensko do mužstva FK Senica. Svůj premiérový start v dresu Senice zaznamenal 16. února 2019 v 19. kole proti klubu AS Trenčín (prohra 0:3), na hrací ploše byl do 87. minuty. Poprvé v ročníku za tento slovenský tým se střelecky prosadil proti stejnému soupeři v utkání hraném 6. 4. 2019, když při výhře 3:2 na trávníku Trenčína skóroval ve 27. minutě. V rozmezí 28. - 30. kola dal celkem čtyři branky, když dvakrát skóroval do sítě týmu FC Nitra (výhra 3:2) a po jednom gólu zaznamenal v dalším střetnutí s Trenčínem (výhra 4:0) a v derby se Spartakem Trnava (výhra 2:0). Na jaře 2019 bojoval se Senicí o záchranu ve slovenské první lize, která se zdařila.

### FC DAC 1904 Dunajská Streda
Před sezonou 2019/20 se vrátil z hostování zpět do Karviné, kde však již nechtěl nadále působit a krátce poté se stal na přestup novou posilou slovenského celku FC DAC 1904 Dunajská Streda. S vedením uzavřel kontrakt do léta 2023.

#### Sezóna 2019/20
S Dunajskou Stredou postoupil v průběhu podzimní části ročníku přes polské mužstvo MKS Cracovia kvůli pravidlu venkovních gólů po remízách 1:1 doma a 2:2 venku do druhého předkola Evropské ligy UEFA 2019/20, ve kterém vypadli se spoluhráči po prohrách 1:2 doma a 2:3 venku s klubem Atromitos Athény z Řecka. Eric Ramírez dal po jedné brance v odvetách s oběma soupeři.
Ligový debut v dresu DAC absolvoval proti ViOnu Zlaté Moravce – Vráble, kdy při výhře 2:1 nastoupil na celý duel. Poprvé za DAC se prosadil v lize 28. července 2019 hned v následujícím druhém kole v souboji s týmem FK Pohronie při vysoké domácí výhře 5:1. Následně se dvakrát trefil v sedmém kole, kdy při vítězství 5:2 nad Slovanem Bratislava rozvlnil síť soupeřovy branky v 52. a 75. minutě. Další dvougolové utkání zažil 1. 3. 2020 v souboji s mužstvem MŠK Žilina, zápas skončil venkovní remízou v poměru 2:2. Svůj šestý ligový gól v ročníku zaznamenal proti Spartaku Trnava, kdy při vítězství 2:0 otevřel skóre utkání. Posedmé v lize v sezoně 2019/20 si připsal branku ve 27. kole hraném 11. července 2020 proti celku MFK Ružomberok, kdy v 81. minutě vsítil jediný a tudíž vítězný gól střetnutí.

#### Sezóna 2020/21
Na podzim 2020 postoupil s DAC Dunajskou Stredou přes islandský klub Fimleikafélag Hafnarfjarðar (výhra 2:0 venku) a tým FK Jablonec z Česka (výhra 5:3 po prodloužení doma) do třetího předkola Evropské ligy UEFA 2020/21, v něm však se slovenským mužstvem vypadl po vysoké venkovní prohře 0:7 s rakouským klubem LASK Linz. Ramírez v předkolech skóroval jednou a to proti Jablonci.
Svoji první ligovou branku v ročníku si připsal 9. 8. 2020 v osmé minutě a společně se spoluhráči slavili po závěrečném hvizdu výhru 6:0 nad týmem ŠKF Sereď. Ve čtvrtém kole proti Spartaku Trnava rozvlnil dvakrát síť soupeřovy "svatyně" a podílel se velkou mírou na vítězství 2:1. Další přesné střelecké zásahy dal 12. a 20. září 2020, kdy vsítil po jednom gólu do sítí Ružomberku (výhra 3:2) a Senice (výhra 4:2). Své šesté ligové branky v sezoně docílil v souboji se Spartakem Trnava (výhra 2:0), prosadil se v 56. minutě. Posedmé se střelecky prosadil v odvetě 17. kola hraného 12. 12. 2020 s Ružomberkem, když v 75. minutě srovnával na konečných 1:1. V 19. kole proti Trenčínu si připsal svůj osmý ligový gól v ročníku, když v páté minutě nastavení druhého poločasu dával z penalty při přestřelce na konečných 3:3. Celkově se na jaře 2021 dostal do dobré střelecké formy. V rozmezí 23. až 28. kola zaznamenal v odvetných zápasech celkem osm branek. Prosadil se dvakrát v soubojích s Žilinou (remíza 3:3) a Slovanem Bratislava (remíza 2:2) a po jednom přesném zásahu si připsal v každém ze dvou utkání proti ViOnu Zlaté Moravce - Vráble – Vráble (výhry 2:0 a 1:0) a dále pak v soubojích se Spartakem Trnava (prohra 2:3) a Trenčínem (výhra 2:0). V ročníku 2020/21 si připsal sedm asistencí a se 16 brankami a stal se druhým nejlepším střelcem ligy, za vítězem tabulky střelců v té době hráčem Žiliny Dawidem Kurminowskim zaostal Ramírez společně s Filipem Balajem (tehdy Zlaté Moravce – Vráble) o dva góly.

### FK Dynamo Kyjev
V létě 2021 byl na spadnutí jeho přestup za 75 milionů Kč do ruského celku FK Rubin Kazaň, ale nakonec přestoupil za 50 milionů Kč na Ukrajinu do Dynama Kyjev. S vedením podepsal smlouvu na dobu pěti let.
S Dynamem se představil v základní skupině E Ligy mistrů UEFA 2021/22, kde se spoluhráči skončili v konfrontaci s mužstvy Benfica Lisabon (Portugalasko), FC Bayern Mnichov (Německo) a FC Barcelona (Španělsko) se ziskem jednoho bodu na čtvrtém místě tabulky. Při svém první ligovém střetnutí za Dynamo Kyjev se hned proti klubu FC Minaj (výhra 2:0) v první nastavené minutě úvodního poločasu střelecky prosadil, na hřišti byl do 62. minuty.

### Sporting de Gijón (hostování)
V kyjevském týmu se v průběhu podzimní části sezony 2021/22 příliš neprosadil, a tak před jarem 2022 se stěhoval hostovat do španělského mužstva Sporting de Gijón tehdy působícího ve druhé nejvyšší soutěži. Debut v lize si odbyl 5. 2. 2022 ve 26. kole v souboji s klubem SD Eibar. Na hrací plochu přišel v 65. minutě, ale domácí porážce v poměru 0:1 nezabránil. Během půl roku odehrál celkem 12 ligových utkání, ve většině z nich přišel na trávník jako střídající hráč.

### ŠK Slovan Bratislava (hostování)
V červenci 2022 se vrátil na Slovensko, kde formou ročního hostování s opcí na trvalý přestup z Dynama Kyjev posílil úřadujícího mistra Fortuna ligy 2021/22 Slovan Bratislava. Se Slovanem postoupil po domácí remíze 0:0 a venkovním vítězství 2:1 po prodloužení přes Dinamo Batumi z Gruzie do druhého předkola Ligy mistrů UEFA 2022/2023, v němž však nestačili po výhře 2:1 venku a prohře 1:4 doma na maďarský celek Ferencvárosi TC z hlavního města Budapešti. Následně nepřešli ani po přesunu do třetího předkola Evropské ligy UEFA 2022/23 přes Olympiakos Pireus z Řecka (remíza 1:1 venku a prohra 2:3 doma po penaltovém rozstřelu), avšak se spoluhráči hráli ještě ve čtvrtém předkole - play-off Evropské konferenční ligy UEFA 2022/23 proti bosenskému týmu HŠK Zrinjski Mostar, kde po venkovní prohře 0:1 a výhře 3:1 po rozstřelu z pokutových kopů vybojovali postup do skupinové fáze této soutěže. Se Slovanem Bratislava byl zařazen do základní skupiny H, kde v konfrontaci se soupeři: FC Basilej (Švýcarsko) - (výhra 2:0 venku a remíza 3:3 doma), FK Žalgiris (Litva) - (remíza 0:0 doma a výhra 2:1 venku) a FC Pjunik Jerevan (Arménie) - (prohra 0:2 venku a výhra 2:1 doma) s ním postoupil se ziskem 11 bodů jako vítěz skupiny poprvé v novodobé historii Slovanu do jarní vyřazovací fáze některé evropské pohárové soutěže. V ní však nehrál, jelikož v zimě odešel. Ramírez celkem v tomto ročníku pohárové Evropy nastoupil ke 12 střetnutím, ve kterých se třikrát střelecky prosadil, konkrétně dvakrát v odvetě proti Zrinjski a jednu proti Jerevanu.
Ligovou premiéru v dresu Slovanu si připsal v úvodním kole hraném 17. července 2022 proti tehdejšímu nováčkovi mužstvu FK Železiarne Podbrezová (prohra 1:2), odehrál 57 minut. Svůj první gól v lize v tomto ročníku si připsal v osmém kole, když v souboji se svým bývalým zaměstnavatelem Dunajskou Stredou srovnával v 72. minutě z penalty na konečných 1:1. Podruhé v sezoně se prosadil 30. 10. 2022 proti Tatranu Liptovský Mikuláš, když ve 48. minutě zaznamenal jedinou a tudíž vítěznou branku zápasu. Svého třetího ligovýho gólu v ročníku dosáhl proti Ružomberku, když při domácím vítězství 2:0 ve 48. minutě otevřel skóre utkání. Na začátku roku 2023 se nedostavil bez omluvy na zimní přípravu Slovanu a následně bylo jeho hostování předčasně ukončeno. Na konci sezony vybojoval Slovan historicky pátý titul v řadě, na jehož zisku se Ramírez částečně podílel.

## Klubové statistiky
Aktuální k 8. červnu 2023
| Sezona    | Klub                         | Soutěž           | Zápasy | Góly |
| --------- | ---------------------------- | ---------------- | ------ | ---- |
| 2016      | Zamora F.C.                  | Primera División | 2      | 0    |
| 2017      | Estudiantes Caracas (host.)  | Segunda División | 0      | 0    |
| 2017/2018 | MFK Karviná                  | HET liga         | 17     | 1    |
| 2018/2019 | MFK Karviná                  | Fortuna:Liga     | 13     | 2    |
| 2018/2019 | FK Senica (host.)            | Fortuna liga     | 12     | 5    |
| 2019/2020 | FC DAC Dunajská Streda       | Fortuna liga     | 23     | 7    |
| 2020/2021 | FC DAC Dunajská Streda       | Fortuna liga     | 31     | 16   |
| 2021/2022 | FK Dynamo Kyjev              | VBet Liha        | 4      | 1    |
| 2021/2022 | Sporting de Gijón (host.)    | Segunda División | 12     | 0    |
| 2022/2023 | ŠK Slovan Bratislava (host.) | Fortuna liga     | 16     | 3    |
| 2022/2023 | FK Dynamo Kyjev              | VBet Liha        | 13     | 3    |

## Reprezentační kariéra

### A-mužstvo
V A-mužstvu Venezuely debutoval pod trenérem Josém Peseirem 14. 10. 2020 v kvalifikaci na MS 2022 v Méridě na Estadiu Metropolitano de Mérida proti reprezentaci Paraguaye (prohra 0:1), na hrací plochu přišel jako střídající hráč v 89. minutě. Poprvé za "áčko" Venezuely se střelecky prosadil taktéž v kvalifikaci na Mistrovství světa 2022 proti Brazílii (prohra 1:3), když v 11. minutě otevřel skóre zápasu.

### Reprezentační zápasy a góly
Zápasy Erica Ramíreze za A-mužstvo Venezuely
| 2021               | 1 | 0 |
| 2022               | 7 | 1 |
| Celkem             | 8 | 1 |
| Platí k 4. 7. 2022 |   |   |

Seznam gólů Erica Ramíreze v A-mužstvu venezuelské reprezentace
| 010                | 08. 10. 2021 | Olympijský stadion, Caracas, Venezuela | Brazílie | 01:0 0(11.) | 1:3 | kvalifikace na MS 2022 |
| Platí k 4. 7. 2022 |              |                                        |          |             |     |                        |